# 무파마탕면
무파마탕면은 농심이 제조하는 인스턴트 라면 제품이다. 무와 파, 마늘을 넣은 것이 특징이며 다른 라면과 달리 후첨 양념 스프가 있다. 후첨 양념 스프는 라면을 끓이고 마지막에 넣는 스프이다. 2001년 3월에 장터라면 후속으로 시판되었다. 

## 영양성분
1회 제공량 122g당 열량: 505kcal / 탄수화물: 83g / 당류: 4g / 단백질: 10g / 지방: 15g / 포화지방: 7g / 트랜스지방: 0g / 콜레스테롤: -mg / 나트륨: 1,720mg

## 갤러리

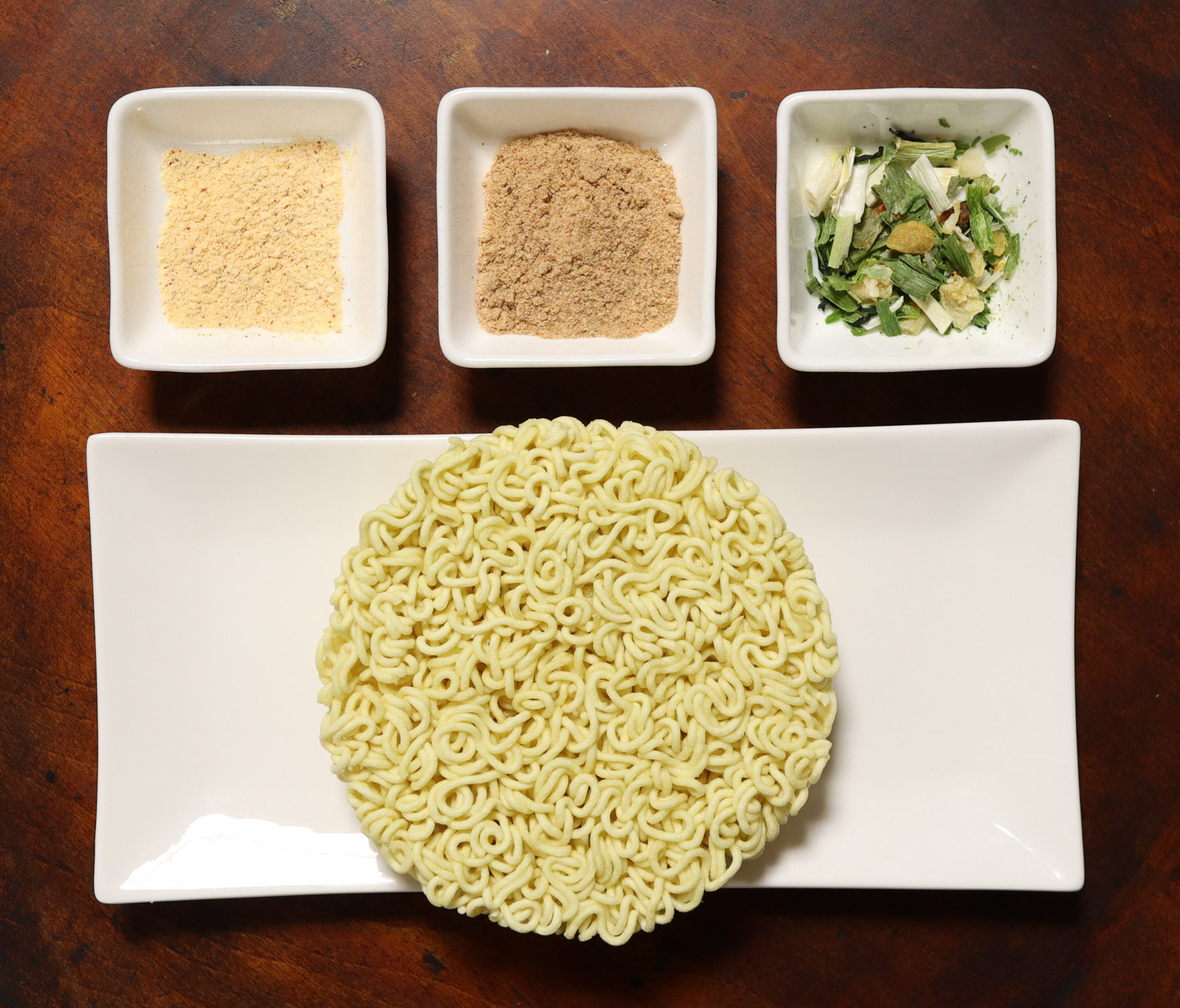
무파마탕면 재료
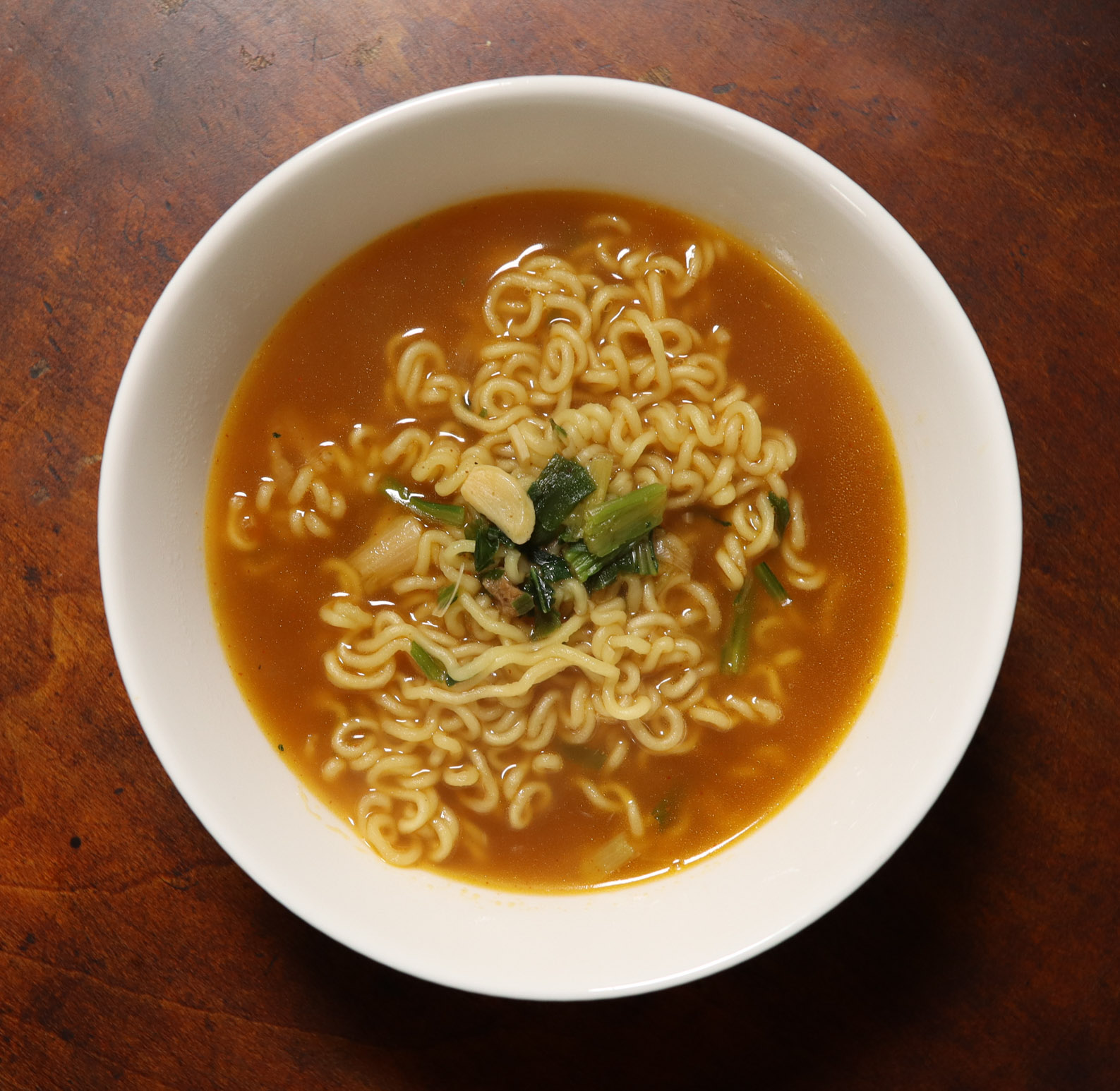
무파마탕면
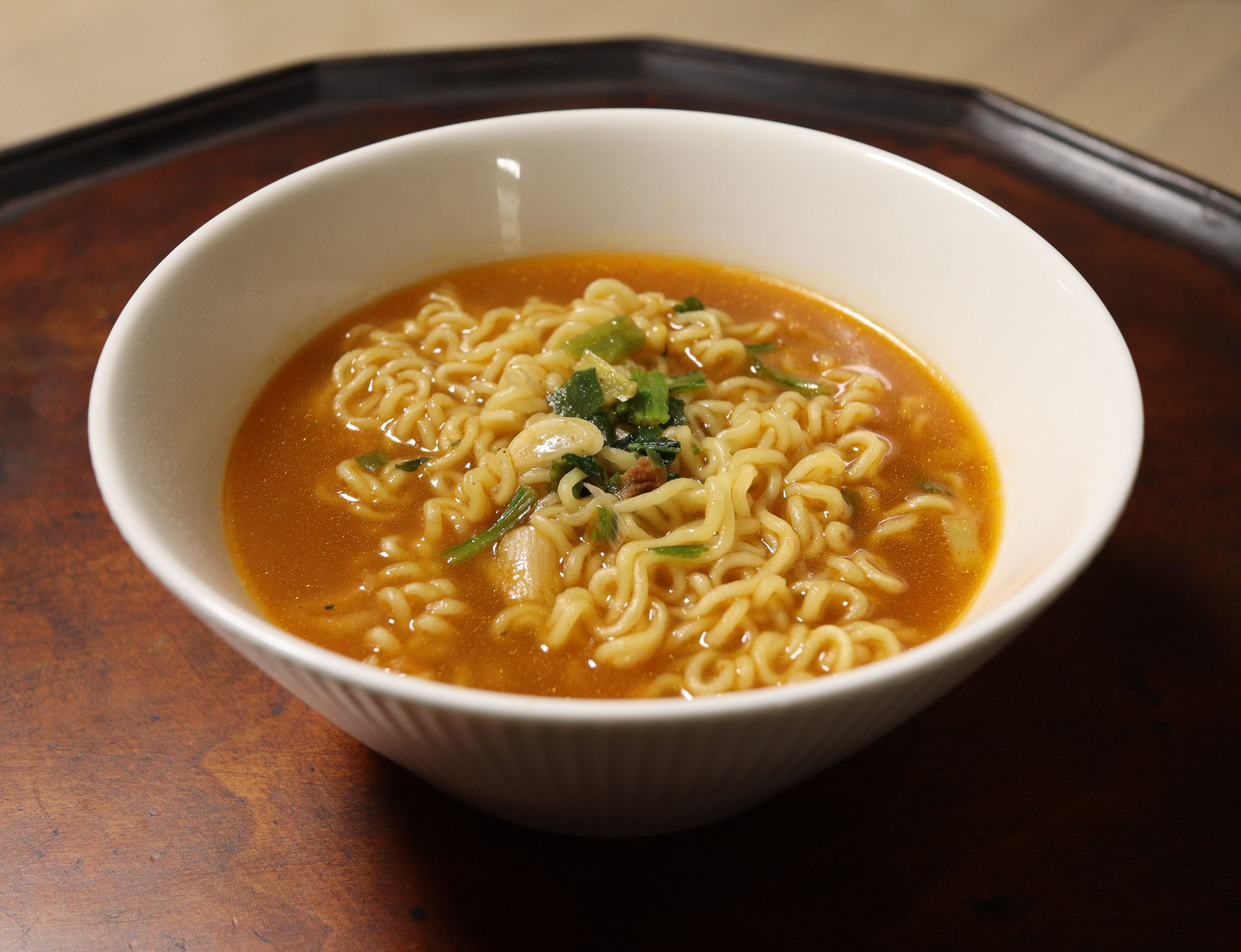
무파마탕면